# Bachova hiša, Eisenach
Bachova hiša v Eisenachu v Turingiji v Nemčiji je muzej, posvečen skladatelju Johannu Sebastianu Bachu, ki se je rodil v mestu. Na svojih 600 m² je na ogled okoli 250 originalnih eksponatov, med njimi tudi avtogram Bachove glasbe. Jedro stavbnega kompleksa je pollesena hiša, stara okoli 550 let, ki je bila sredi 19. stoletja pomotoma identificirana kot Bachova rojstna hiša. Leta 1905 je stavbo kupilo podjetje Neue Bachgesellschaft s sedežem v Leipzigu. Leta 1907 je bil odprt kot prvi Bachov muzej.

## Zgodovina
Družina Bach je bila razširjena glasbena družina, s člani, ki so od prve polovice 16. stoletja do konca 18. stoletja delovali v glasbenih poklicih po vsej Turingiji. Že leta 1665 je bil Johann Christoph Bach imenovan za organista v cerkvi sv. Jurija v Eisenachu.
Bachov oče Johann Ambrosius Bach je leta 1671 sprejel položaj Haussmanna (mestni glasbeni direktor) sveta Eisenacha. Družina je najprej najela sobe v polleseni hiši na Rittergasse 11 (neposredno južno od današnjega muzejskega vrta) in je bila takrat v lasti skrbnika mestnih gozdov Balthasarja Schneiderja. Ker so državljanstvo lahko zahtevali samo lastniki nepremičnin, je leta 1674 Johann Ambrosius Bach kupil hišo v Fleischgasse (verjetno Lutherstraße 35), njena lokacija je bila 100 metrov severno od današnjega muzeja. Prvotne hiše v Fleischgassu ni več, v 18. in 19. stoletju so jo dvakrat zamenjali. Danes je ugotavljanje točne lokacije Bachovega rojstva skoraj brezupno, saj se ljudje, ki so želeli postati državljani, niso vedno preselili v kraje, ki so jih pridobili za ta namen, temveč so jih dajali v najem. Na podlagi lokacije prvih prostorov Ambrosiusa Bacha v stavbi na Rittergasse in njegovega lastništva nepremičnine na Lutherstraße lahko domnevajo, da je Bachova družina živela na tem območju mesta in tako vsaj zelo blizu lokacije sedanji muzej.
Johann Sebastian Bach se je rodil 21. marca 1685 v Eisenachu in bil dva dni kasneje krščen v cerkvi sv. Jurija. Prvih 10 let svojega življenja je preživel v Eisenachu. Družinska glasbena tradicija ga je tesno povezala z glasbo in glasbenim poklicem. Oče ga je zgodaj naučil igrati godala in pihala. V sv. Juriju je Bach lahko spremljal igranje svojega bratranca Johanna Christopha Bacha na orgle, kasneje njegov najljubši instrument. Od leta 1692 do 1695 je Johann Sebastian Bach obiskoval latinsko šolo v Eisenachu in se pridružil njenemu zboru musicus; za njegove člane je bil glasbeni pouk vključen v šolski urnik štiri dni v tednu. 1. maja 1694 je umrla Bachova mati Elisabeth Bach, 20. februarja 1695 pa je umrl tudi Bachov oče Ambrosius. Julija 1695 sta Johann Sebastian in njegov brat Johann Jacob zapustila Eisenach, da bi živela pri družini svojega starejšega brata Johanna Christopha v Ohrdrufu.

### 1456 do 1800
Zgodovinska Bachova hiša je ena najstarejših stanovanjskih stavb v Eisenachu. Prvotno je bila sestavljena iz dveh stavb, od katerih je bil vzhodni del zgrajen leta 1456 in zahodni del leta 1458. Okrog leta 1611 sta bila oba združena. Kot je bilo običajno pri takratnih meščanskih hišah (Ackerbürgerhäuser), je bilo pritličje namenjeno kmetijstvu: današnja instrumentalna dvorana je morda služila kot hlev, prostori ob stopnicah pa za govedo in konje. V muzeju na to preteklost spominja kravji zvonec iz leta 1688, najden na vrtu Bachove hiše. V prvem nadstropju stavbe o meščanskem statusu nekdanjih stanovalcev hiše še vedno pričata renesančni stekleni okenski okvir in lesena obloga dnevne sobe, danes urejene kot Skladateljski atelje. V času Bachovega rojstva je bil v lasti Heinricha Börstelmanna, ravnatelja latinske šole. Leta 1746 se je družina Caroline Amalie Rausch, rojene Bach, preselila v stavbo in tam živela do leta 1779. Caroline Amalie je bila hči Bachovega drugega bratranca in prijatelja Johanna Bernharda Bacha ter sestra Johanna Ernsta Bacha, Bachovega študenta v Leipzigu in nato dvorni glasbeni direktor v Eisenachu.

### 19. stoletje
Po Bachovi renesansi v 19. stoletju, ki sta jo med drugim spodbudila Felix Mendelssohn Bartholdy in Robert Schumann, so se privrženci podali na iskanje spominkov in tudi rojstnega kraja skladatelja. Leta 1857 je Bachov biograf Karl Hermann Bitter intervjuval še živeče potomce Johanna Bernharda Bacha in ugotovil, da se je Bach rodil v hiši Frauenplan 21, pozneje imenovani Bachhaus (Bachova hiša). Leta 1868 je tamkajšnje glasbeno društvo posvetilo spominsko ploščo nad glavnim vhodom in tako kraj javno označilo za Bachovo rojstno hišo. Od takrat pa ni bilo več dokazov v podporo tej trditvi. Napako v lokalnem ustnem izročilu, na katero je bridko naletel, lahko morda pripišemo dejstvu, da so člani družine Bach nekoč res živeli v tej hiši, vendar šele dolgo po Bachovem rojstvu.

### 20. stoletje
Ko je društvo Bach-Gesellschaft s sedežem v Leipzigu, ki so ga leta 1850 ustanovili Robert Schumann in drugi z edinim namenom urejanja vseh Bachovih del, leta 1900 zaključilo to nalogo, so se njegovi člani odločili, da se ponovno ustanovi kot Neue Bachgesellschaft (Nova Bachova družba) da bi zdaj pospešili priljubljenost in prakso Bachove glasbe. Odobreni so bili trije 'večni' projekti: letna izdaja Bachovega letopisa (Bach yearbook), dvoletni (danes: letni) Bachfest (Bachovi festivali) in končno ustanovitev Bachovega muzeja. Za želeno lokacijo društvenega muzeja je bila izbrana šola svetega Tomaža v Leipzigu, kjer je Bach živel s svojo družino in 27 let služil kot kantor in učitelj glasbe. Toda leipziški magistrat se je leta 1902 odločil, da bo stavbo porušil in tako prekrižal načrte društva. Med drugimi relikvijami je vhodna vrata v Bachove sobe v šoli pred uničenjem rešil takratni učitelj glasbe Bernhard Friedrich Richter, sin nekdanjega Thomaskantorja Ernsta Friedricha Richterja, in so bila kasneje posvečena Bachovi hiši.  Danes ta vrata vidno označujejo začetek razstave v muzeju.
Ko je člane društva dosegla novica, da je tudi Bachova (še vedno nesporna) rojstna hiša v Eisenachu ogrožena zaradi načrtov za rušenje, se je Novo Bachovo društvo 15. maja 1905 odločilo, da stavbo pridobi in na tem mestu odpre prvi Bachov muzej na svetu. Med podporniki tega projekta so bili veliki vojvoda Saška-Weimar-Eisenach, skladatelj in violinist Joseph Joachim, kantor sv. Tomaža Gustav Schreck, direktor Sing-Akademie zu Berlin Georg Schumann in glasbeni založnik iz Leipziga Breitkopf. & Haertel in C.F. Peters. Bachova hiša je bila uradno odprta 27. maja 1907. Zbor sv. Tomaža iz Leipziga pod vodstvom kantorja sv. Tomaža Gustava Schrecka in Weimarska Hofkapelle pod vodstvom Georga Schumanna sta pela in igrala.
Leta 1928, ko je ljubiteljski zgodovinar Eisenacha Fritz Rollberg opravil raziskavo mestnih davčnih evidenc in odkril, da je Johann Ambrosius Bach od leta 1674 do svoje smrti leta 1695 plačeval davke za drugo stavbo v Eisenachu, je bila Bachova hiša dolgo uveljavljena kot Bachova hiša. Ob popolni obnovi hiše v letih 1972–1973 so spominsko ploščo iz leta 1868 odstranili in oddali v hrambo. Ker so obiskovalci verjeli, da obiskujejo Bachovo rojstno hišo tudi brez plošče, so se leta 2007 odločili, da jo obnovijo kot bistven del zgodovine stavbe. Zgodovinsko napako danes pojasnjujejo v muzeju, kjer je na ogled ena od davčnih datotek, ki jih je odkril Rollberg.
Letalski napad 23. novembra 1944 in topniški ogenj bližajočih se čet ZDA, so v noči na 5. april 1945 povzročile veliko škodo zlasti na strehi Bachove hiše. 29. aprila 1945 so ZDA poveljnik mesta, por. Polkovnik Knut Hansston je ukazal takojšnje popravilo muzeja, eno leto pozneje, 22. junija 1946, pa je sovjetska vojaška uprava ukazala ponovno odpreti muzeja Johanna Sebastiana Bacha v Arnstadtu in Eisenachu ter potrdila imenovanje Conrada Freyseja na delovnem mestu, na katerem je delal od leta 1923.
Že leta 1911 se je muzej razširil v sosednjo stavbo Frauenplan 19. Leta 1973 so bile stavbe popolnoma obnovljene in razstava je bila na novo zasnovana s finančno pomočjo vlade Vzhodne Nemčije (NDR). Muzej je sedaj vključeval tudi stavbo Frauenplan 21a zahodno od Bachove hiše. Ker je bil lastnik muzeja še vedno Novo Bachovo društvo, zdaj mednarodno društvo z več kot 3000 člani v obeh delih politično razdeljene Nemčije (in po vsej Zahodni in Vzhodni Evropi ter tudi v ZDA), je Bachova hiša – za razliko od leipziškega Bacha – Arhiv – nikoli ni bila vključena v nacionalno kombinacijo NDR Nacionalna raziskovalna in spominska mesta Johanna Sebastiana Bacha iz NDR. Naraščajoče število obiskovalcev (več kot 130.000 v nekaterih letih) in skorajšnje Bachovo leto 1985 sta leta 1980 pripeljala do nadaljnje razširitve muzeja v stavbo Frauenplan 23 zahodneje od Bachove hiše.

### 21. stoletje
Od leta 2005 do 2007 so bile stavbe zahodno od Bachove hiše nadomeščene z novo muzejsko stavbo, zgodovinska stavba je bila ponovno obnovljena, razstava pa je bila popolnoma posodobljena. Projekt so financirale Svobodna dežela Turingija, vlada Zvezne republike Nemčije in Evropska unija v skupni vrednosti 4,3 mio. evrov. Družba New Bach je pred tem z donacijami svojih članov kupila nepremičnini Frauenplan 21a in 23 (ki sta bili prej le najeti). Nova, manjša stavba za vrtom Bachove hiše je bila postavljena že leta 2001, v njej je bila učilnica za šolski pouk in knjižnica. Rušenje stavb iz 19. stoletja zahodno od Bachove hiše v letih 2000 in 2001 je bilo predmet hude razprave med meščani Eisenacha. Enako velja za končno realizirano novo muzejsko stavbo s sodobno organsko zasnovo arhitekta prof. Bertholda Penkhuesa iz Kassla v Nemčiji, nekdanjega študenta Franka O. Gehryja. Penkhuesov dizajn je osvojil prvo nagrado med dvanajstimi prispevki na natečaju za arhitekturno načrtovanje, h kateremu je leta 2002 povabilo Društvo New Bach. Novo razstavo je zasnoval prof. Uwe Brückner, Stuttgart, Nemčija.
17. maja 2007 je bil muzej ponovno odprt na začetku festivalskega obdobja, ki je trajalo do 27. maja, na dan 100. obletnice odprtja Bachove hiše. Na dan ponovne otvoritve je zbor sv. Tomaža iz Leipziga s koncertom pod vodstvom Georga Christopha Billerja, takratnega kantorja sv. Tomaža, slovesno odprl novo muzejsko stavbo.